# Salvatierra de Santiago
Salvatierra de Santiago és un municipi de la província de Càceres, a la comunitat autònoma d'Extremadura (Espanya).

## Demografia
Evolució demogràfica (INE):
El 2008 Salvatierra de Santiago comptava amb una piràmide de població envellida, on 220 dels 316 habitants del poble tenien més de 45 anys i no hi havia cap persona menor de cinc anys al municipi.
| 2001 | 2002 | 2003 | 2004 | 2005 | 2006 |
| ---- | ---- | ---- | ---- | ---- | ---- |
| 433  | 434  | 406  | 386  | 369  | 355  |